# Crantock Rural
Crantock Rural var en civil parish från 1894 till 1934 då den blev en del av Newquay och Cubert, i grevskapet Cornwall, i England. Civil parish var belägen 15 km från Truro och hade 316 invånare år 1931.